# Џослин Бел Бернел
Дејм (Сузан) Џослин Бел Бернел (енгл. Jocelyn Bell Burnell; Белфаст, 15. јул 1943) јесте астрофизичарка из Северне Ирске. Открила је радио пулсаре спремајући своју докторску тезу на Универзитету у Кембриџу.
Рад у ком је први пут изложено откриће пулсара потписало је пет аутора. Први потписник је био њен ментор, Ентони Хјуиш (енгл. Antony Hewish), док је друга била она. Хјуиш и Мартин Рајл (енгл. Martin Ryle) су добили Нобелову награду за физику 1974. године за ово откриће. Бел Бернел није добила награду, иако је заправо прва уочила пулсаре и направила прве прецизне анализе везане за њих. Многи истакнути астрономи су изразили незадовољство поводом овога. Др. Јосиф Шкловски (рус. Ио́сиф Самуи́лович Шкло́вский), руски астрофизичар, је 1970. године изјавио: “Госпођице Бел, направили сте најзначајније астрономско откриће двадесетог века”.
Бави се истраживањима у области гама, икс и инфра-црвених таласа. Главна област њених истраживања су неутронске звезде и микроквазари.

## Биографија
Сузан Џослин Бел је рођена у Белфасту у Северној Ирској. Њен отац је био архитекта и био је један од конструктора Планетаријума Армаг, што је утицалоо да се Сузан још као млада упозна са астрономијом.
Одрасла је у Лургану, где је и похађала школу за девојчице. Док се њени и остали родитељи нису изборили, на колеџу се нису предавали научни предмети, већ су у наставном плану за девојке постојали предмети попут кувања и везења. Пошто није добро прошла на испиту за средњу школу (middle school), кад је завршила четврти разред основне школе, родитељи су је уписали у Квекерску школу Маунт у Јорку. Овде се Џослин одушевила наставницом физике и одлучила је да студира физику. Уписала је физику на Универзитету у Глазгову, где је и дипломирала 1965. године.

## Академска каријера
Дипломирала је физику на Универзитету у Глазгову 1965, а докторирала на Универзитету у Кембриџу 1969. На Кембриџу је учествовала у тиму са Хјуишем у конструкцији радио-телескопа за истраживање квазара помоћу међупланетарних сцинтилација. Јула 1967. детектовала је сигнал који је пулсирао са врло правилним периодом од око 1 пулса по секунди. Извор је привремено назван “Мали зелени човек 1” (енгл. LGM-1, од енглеског енгл. Little Green Man 1). Неколико година касније се испоставило да је у питању брзо ротирајућа неутронска звезда. Данас овај пулсар носи назив ПСР Б1919+21.
Предавала је на многим универзитетима, укључујући Универзитет у Саутхемптону у периоду од 1968. до 1973. године, Лондонски универзитетски колеџ од 1974. до 1982. године, Краљевску опсерваторија у Единбургу од 1982. до 1991. године, Отворени универзитет у Великој Британији у периоду од 1973. до 1987. и од 1991. до 2001. године, Универзитет Принстон где је била гостујућа професорка. На Универзитету у Бату у Самерсету је била на позицији деканке за науку до 2001. до 2004. Такође је била и председница Краљевског астрономског друштва од 2002. до 2004. и председница Института за физику од 2008. до 2010. Од фебруара 2014. је председница Краљевског друштва у Единбургу, што је чини првом женом на тој позицији у историји. Тренутно је гостујућа професорка астрофизике на Универзитету у Оксфорду.

## Награде и почасти
Додељене су јој бројне награде, међу којима су награде Френклиновог инстутута у Филаделфији 1973. године, Америчког астрономског друштва 1986. године, Националне радио астрономске опсерваторије 1995. године, Америчког филозофског друштва 2000. године и друге.
- Медаља Алберта А. Мичелсона од Френклиновог инстутута у Филаделфији 1973. године која је додељена и њеном сараднику Ентонију Хјуишу
- Меморијална награда Џ. Роберта Опенхејмера од Центра за теоретске студије Универзитета у Мајамију 1978. године
- Награда Беатрис М. Тинсли од Америчког астрономског друштва 1986. године
- Хершелова медаља Краљевског астрономског друштва 1989. године
- Магелански премијум Америчког филозофског друштва 2000. године
- Чланство Краљевског друштва 2003. године
- Грот Реберова медаља од Интернационалне уније проучавања у радио спектру (General Assembly of the International Radio Science Union) у Истанбулу 2011. године

Почасни је носилац доктората наука бројних факултета, међу којима су:
- Хериот-Ватов универзитет, од 1993. године
- Доктор Универзитета Јорк, од 1994. године
- Универзитет Ворика (University of Warwick), од 1995. године
- Универзитет Сасекса, од 1997. године
- Универзитет Св. Андреја (University of St Andrews), од 1999. године
- Лондонски универзитет, од 1999. године
- Колеџ Хаверфорд, од 2000. године
- Универзитет Лидс (University of Leeds), од 2000. године
- Колеџ Вилијамс, од 2000. године
- Универзитет Портсмут, од 2002. године
- Краљичин универзитет у Белфасту, од 2002. године
- Универзитет Единбург, од 2003. године
- Универзитет Килеа (University of Keele), од 2005. године
- Универзитет Харвард, од 2007. године
- Дурхам универзитет, од 2007. године
- Универзитет Мичиген, од 2008. године
- Универзитет Саутхемптон, од 2008. године
- Тринити колеџ у Даблину, од 2008.

Посвећен јој је први од три дела емисије 'Бриљантни умови' (енгл. Beautiful Minds) коју је објавио Би-Би-Си 4.
Сврстана је међу 100 најмоћнијих жена у Великој Британији у радио магазину “Женски сат” (енгл. Woman's Hour) радио станице Би-Би-Си 4.